# 成长教育
《成长教育》（英語：An Education），2009年英国剧情片。根据英国女记者琳恩·巴柏发表在文学杂志Granta上的同名自传改编。电影由瓏·薛爾菲格执导，尼克·宏比执笔，嘉莉·慕萊根饰演女学生Jenny、彼得·賽斯嘉饰演接近她的地产商David。电影在2009年奧斯卡中获3项提名，包括最佳电影、最佳女主角。
此片在2009年圣丹斯影展首映时备受好评，而同年9月10日的多伦多国际电影节也播放过。同月19日，该片成为了海洋电影节（Sea Film Festival）的特色之一。成长教育也出现在同年10月9日的Mill Valley电影节上。2009年10月16日，电影最终在美国上映，而英国的公映时间是同月30日。
2023年3月，本片在爛蕃茄發表「270部由21世紀女性執導的電影佳作」（2000年-2009年年代）清單榜上有名。

## 演員
- 嘉莉·慕萊根 飾演 珍妮（Jenny）
- 彼得·賽斯嘉 飾演 大衛（David）
- 艾爾菲·摩里納 飾演 傑克（Jack），珍妮的父親
- 羅莎蒙·派克 飾演 海倫（Helen），丹尼的女朋友
- 多明尼克·庫柏 飾演 丹尼（Danny）
- 奧莉薇·威廉（英语：Olivia Williams） 飾演 Miss Stubbs，關心珍妮的老師
- 愛瑪·湯普森 飾演 Miss Walters，珍妮學校的女校長
- 莎莉·霍金斯 飾演 Sarah，大衛的老婆